# Szilágyperecsen
Szilágyperecsen (románul: Pericei, ejtsd: pericséj) falu Romániában, Szilágy megyében. 

## Fekvése
Szilágy megyében, Szilágysomlyótól keletre, Varsolc és Szilágysomlyó között fekvő település.

## Története
Szilágyperecsen nevét 1205-1235 körül már említették az oklevelek Pereznek néven. 1351-ben Perechun, 1356-ban Perechen, 1364-ben Peretsen néven írták nevét.
1351 előtt Medgyesi Simon nővérének, Báthori Lászlónénak adta Perechun-t. 1553-ban a Kraszna vármegyei Somlyóhoz tartozónak írták, és a Báthoryak birtoka volt. 1601-ben Perechjen városban (oppidum) egy részbirtokot adott át feltételesen ötszáz forintért Csehi Jánosnak.
1625-ben anyjuknak Báthori Katának, Lónyai István özvegyének kívánsága szerint perecseni és más birtokaikon megosztoztak: Lónyai Zsigmond Kraszna vármegye főispánja, Lónya Kata Bedeghy (Nyári) Bernát neje és Becski László és ennek Lónyai Zsuzsannától való gyermekei Becski Gábor, György és Zsuzsánna. 1701-ben Wesselényi Pálné Béldi Zsuzsánna érdekében tanúvallomást tartottak Kemény Jánosné Lónyai Anna perecseni birtokai felől. Kemény Simonné halála után, 1746-ban a Magyar-Gerőmonostori Perecsen birtokot özvegy ifjú Bánfi Zsigmondné Katalin, özvegy Bánfi Boldizsárné Krisztina és özvegy Bárczi Jánosné Erzsébet nővérének és mindkét nembeli utódainak adományozták örök jogon, akik ekkor meg is osztoztak rajta. 1759-ben Bánfi birtok volt, melyet Bánfi Ferenc és Boldizsár kétfelé osztottak. 
Az 1808-ban végzett összeíráskor gróf Toldalagi, Szentmarjai, báró Bánfi, Báró Kemény, Guti, Czikó stb. családok  voltak a birtokosok, összesen huszonnégyen.
Az 1847-ben végzett összeíráskor Perecsennek 1254 lakosa volt, melyből római katolikus 20, görögkatolikus 670, református 564 fő. 1890-ben 2181 lakosából 1197 magyar, három német, egy tót, 883 román, 69 horvát, 28 egyéb nyelvű, melyből 83 római katolikus, 889 görögkatolikus, kettő evangélikus, 1180 református és 27 izraelita. A házak száma ekkor 390 volt.
A 2011-es népszámlálás szerint Szilágyperecsen lakossága 2785 fő, ebből magyar 2116, román 435, cigány 179. A község népessége a beosztott falvakkal együtt 3768 fő, többségében magyar.

## Nevezetességek
- Református templomát 1668-ban kezdték építeni.
- Görögkatolikus fatemploma 1796-ban épült. Kőtemplomát ennek helyére 1886-ban építették. Anyakönyvet 1824-től vezetnek.

## Népviseletek, népszokások
Perecsenben a férfiak nyári öltözete magyar csizma, rövid, bő gatya és szalmakalap. Télen a fiatalok flanellel  bélelt, sötétszürke nadrágot, fényes, fekete gombokkal sűrűn díszített sötétkék ujjast és kis-kócsag-pávatollas vagy kis rózsabokrétás, magyar pörge kalapot viseltek, az idősebb férfiak pedig szürke gyapjúnadrágot és darócot. Ünnepi felső öltönyük a fehér fürtös guba volt.
A leányok leeresztett hajjal, világoskék, rózsaszínű vagy piros habos kartonruhában jártak, fejükön sárga, vagy fehér "keszkenővel". A ruhaaljat rokolyának is nevezték. Rendes lábbelijük a magas sarkú, csinos „fisléderbőr” csizma volt. A fiatal menyecskék is hasonlóképp öltözködtek, de hajukat kontyba rakták.
Téli öltözetük a „parkétszoknya” és fekete prémes „bújbelé” nagy, fényes gombokkal díszítve, jó vastag posztókendő. Ünnepnapokon drága, szőrszövet „rokolyát” öltöttek. Ujjaikat szerették gyűrűkkel telerakni.